# Papamosques citrí
El papamosques citrí (Culicicapa helianthea) és una espècie d'ocell de la família dels estenostírids (Stenostiridae).

Habita boscos i vegetació secundària de les terres baixes de Sulawesi, i les properes illes Salayar i Banggai, i a les Filipines, a Luzon, Catanduanes, Palawan, Leyte, Panay, Negros, Cebu, Mindanao i l'Arxipèlag de Sulu.